# EC 1.7.1
La EC 1.7.1 è una sotto-sottoclasse della classificazione EC relativa agli enzimi. Si tratta di una sottoclasse delle ossidoreduttasi che include enzimi che agiscono su donatori di elettroni a base di azoto utilizzando NAD+ o NADP+ come accettori.

## Enzimi appartenenti alla sotto-sottoclasse
| numero EC   | nome accettato                               |
| ----------- | -------------------------------------------- |
| EC 1.7.1.1  | nitrato reduttasi (NAD)                      |
| EC 1.7.1.2  | nitrato reduttasi (NAD(P)H)                  |
| EC 1.7.1.3  | nitrato reduttasi (NADPH)                    |
| EC 1.7.1.4  | nitrito reduttasi (NAD(P)H)                  |
| EC 1.7.1.5  | iponitrito reduttasi                         |
| EC 1.7.1.6  | azobenzene reduttasi                         |
| EC 1.7.1.7  | GMP reduttasi                                |
| EC 1.7.1.9  | nitrochinolina-N-ossido reduttasi            |
| EC 1.7.1.10 | idrossilammina reduttasi (NAD)               |
| EC 1.7.1.11 | 4-(dimetilamino)fenilazossibenzene reduttasi |
| EC 1.7.1.12 | N-idrossi-2-acetamidofluorene reduttasi      |
| EC 1.7.1.13 | queuina sintasi                              |